# Алтынбеков, Сейлбек Алтынбекович
Сейлбек Алтынбекович Алтынбеков (каз. Сейілбек Алтынбекұлы Алтынбеков; 15 июня 1944, совхоз им. Кирова, Сырдарьинский район, Кызылординская область — 12 мая 2025) — казахский военный и государственный деятель, генерал-майор (1992).
В первые годы независимости Республики Казахстан как опытный кадровый офицер принял участие в формировании первых военных подразделений новообразованного государства. С октября 1992 по декабрь 1993 года — командующий Республиканской гвардией Казахстана, выполнявшей функции личной охраны высшего руководства страны и главных правительственных учреждений. Продолжив работу на ответственных должностях в Министерстве обороны и Комитете республики по чрезвычайным ситуациям, «вложил много труда в укрепление обороноспособности страны».
С 2000 года — офицер запаса, бизнесмен.

## Биография
Сейлбек Алтынбеков родился во время войны — 15 июня 1944 года.
Большой совхоз, в котором трудились его родители, располагался в плодородной долине Сырдарьи (в Кызылординской области), в нижнем её течении — почти напротив крупного районного центра, когда-то бывшего грозной крепостью воинственных кокандцев.
Понятия о воинской чести были традиционными в тех краях.
Возмужав, Сейлбек Алтынбеков выбрал карьеру военного и поступил в общевойсковое командное училище в Ташкенте, которое успешно и закончил в 1967 году.
По окончании училища служил в Среднеазиатском военном округе.
За семь лет прошёл путь от командира взвода до командира батальона.
В 1974 году, как перспективный штабной офицер, командирован на обучение в Академию Генерального штаба.
Окончив Академию, в 1977 году продолжил службу в Дальневосточном округе, получив в командование сначала полк, а затем, после повышения до начальника штаба дивизии, был назначен и командиром учебной дивизии в 14-й общевойсковой армии Одесского военного округа СССР (Восточное Приднестровье Молдавской ССР).
С началом Перестройки в армии начались сильные брожения — вывод войск из стран Варшавского блока и из Афганистана служил пищей для многих размышлений и приватных бесед в офицерской среде.
Вероятно, какие-то очень веские соображения побудили сорокапятилетнего Сеилбека Алтынбекова оставить высокие военные посты и вернуться на родину, в Казахстан — в 1989 году кадровый штаб-офицер в звании полковника занимает должность заместителя начальника Гражданской обороны республики.
Через два года, в момент тяжелейшего системного кризиса, поразившего СССР и закончившегося распадом этого союза на ряд независимых государств, именно структуры ГО и военных комиссариатов республики стали ядром будущих вооружённых сил независимого Казахстана.
Полковник Сейлбек Алтынбеков в 1992 году становится последовательно или одновременно заместителем Председателя Государственного комитета обороны, начальником Штаба ГКО, 1-м заместителем министра обороны и командующим Республиканской гвардией. В эти два драматических года перед высшим военным руководством стояла задача по разделению и управлению имуществом 40-й Армии, почти 200-тысячной группировкой войск и научно-военным комплексом масштабных ядерных и космических программ. Всё это в условиях тотального экономического и идеологического коллапса. В 1993 году Сейлбек Алтынбеков уже генерал-майор.
В конце 1993 года его переводят с поста командующего гвардией сначала на должность заместителя начальника штаба Гражданской обороны, а затем — в помощь Председателю созданного на базе структур ГО Государственного комитета РК по чрезвычайным ситуациям, в котором он курировал силовой блок. С этих пор менялись только названия органа и его должности, но не его функции — до своей отставки в ноябре 2000 года генерал-майор С. А. Алтынбеков отвечал за воинскую и мобилизационную часть гражданской обороны страны.
Выйдя в запас до срока, в 57 лет, Сейлбек Алтынбеков — правительственный чиновник категории «А» с почти десятилетним стажем — быстро нашёл себя в бизнесе.
Он создал и возглавил РОО «Совет генералов», а также принял деятельное участие в разных юридических лицах, к примеру в «Ассоциации специализированных организаций по лифтам республики Казахстан „КАЗЛИФТ“».
В 2005 году, в возрасте 60 лет, генерал-майор получил должность директора департамента кадровой и социальной работы АО «Қазақстан Темір Жолы» — крупнейшего национального оператора железных дорог Казахстана, которую оставил, видимо по возрасту, в 2009 году.
Награждён орденом Красной Звезды и 20 медалями.
Умер 12 мая 2025 года в возрасте 80 лет.